# Shogo: Mobile Armor Division
Shogo: Mobile Armor Division ist ein Actionspiel des Herstellers Monolith Productions. In Deutschland wurde es durch das Unternehmen cdv Software Entertainment aus Karlsruhe herausgebracht. Das Spiel wurde 1998 veröffentlicht. Als erstes Spiel verwendet es die LithTech-Engine des Herstellers Monolith. Wie aus den Credits des Spiels hervorgeht, sollte das Spiel ursprünglich „Heavy Metal“ heißen. Wahrscheinlich um Rechtsstreitigkeiten mit anderen Herstellern aus dem Weg zu gehen, benannte Monolith Productions es zuerst in „Riot: Mobile Armor“ und schließlich in „Shogo: Mobile Armor Division“ um. Das Spiel ist von typischen Stilelementen von Manga und Anime beeinflusst. Man begibt sich entweder als Roboter oder als Mensch auf die verschiedensten Missionen. Die Geschichte des Spiels lässt sich folgendermaßen zusammenfassen: Ein Krieg wütet. Menschen bekämpfen einander mit den unterschiedlichsten Robotern. Man ist dazu auserwählt, die Welt vor dem Untergang zu bewahren.

## Handlung

### Beginn
Der Spieler schlüpft während des grausamen Krieges um den Planet Cronus und seinen wertvollen Rohstoff Kato in die Rolle Sanjuros, eines UCA-Commanders. Noch vor dem ersten Level erfährt der Spieler, dass Sanjuro seinen Bruder Toshiro, seinen Freund Baku und seine Freundin Kura während des Krieges verloren hat. Rachegefühle drängen ihn jetzt zur Tat. Das und Kathryn, die Schwester seiner Freundin, mit der er sich seit ihrem Tod trifft. In Sanjuros Worten: „Es ist ziemlich kompliziert.“ Die Story des Spiels war eine wesentliche Motivation für Spieler, das Spiel bis zum Ende durchzuspielen. Sie beinhaltet eine gesunde Dosis Humor, ohne ins Alberne abzugleiten.
An zwei Schlüsselstellen im Spiel hat der Spieler die Möglichkeit, eine Wahl zu treffen, die das Spielende beeinflusst. Ist die erste Entscheidung eine rein erzählerische (Sanjuro muss über sein Liebesleben Rechenschaft ablegen), bestimmt die zweite Entscheidung, wer der Gegner während des weiteren Spielverlaufs ist und wie das Spiel endet. Dies reizt, das Spiel mit einer anderen Entscheidung erneut durchzuspielen und erhöht so seinen Wiederspielwert.
Das Spiel beginnt mit der Evakuierung Sanjuros aus einer Aufklärungsmission, zwei Jahre nach der Mission gegen Ivan Isarevich, die den angeblichen Tod von Kura, Toshiro und Baku nach sich zog. Er wird auf die Leviathan, einen UCA-Kreuzer, gebracht. Dort erhält er seinen ersten Auftrag von Admiral Akkaraju, Kura und Kathryns Vater. Sanjuro wird auf den Planeten entsandt, um in der Stadt Avernus den Anführer der „Fallen“, Gabriel, zu töten. Die „Fallen“ sind eine separatistische Gruppe Fanatiker, die gegen die UCA Krieg führt. Als Sanjuro Avernus erreicht, wird er von einem mysteriösen Mann namens Hank Johnson, „Freund eines Freundes“, vor heranrückenden „Fallen“-Verstärkungstruppen gewarnt. Sanjuro versucht trotzdem Gabriels Basis zu erreichen. Doch es ist eine Falle: Die Kommunikationsverbindung mit der Leviathan wird durch einen Störsender blockiert und Uziel, Gabriels rechte Hand, blockiert Sanjuros Rückzug. Er behauptet Sanjuro zu kennen. Mit Hank Johnsons Hilfe gelingt es Sanjuro, die Basis mit dem Störsender zu erreichen. Unterstützt durch die UCA Einheit „Strike Force Carnivore“ gelingt deren Einnahme. Er deaktiviert den Sender und stellt den Kontakt mit der Leviathan wieder her. Überraschenderweise meldet sich jedoch Kura statt Kathryn. Es enthüllt sich, dass Kura nicht tot ist, sondern die ganze Zeit am Leben und wohlauf war. Sie bittet ihn sich mit ihr in Maritropa, einer nahen Stadt auf Cronus, zu treffen, um die Hintergründe aufzuklären. Damit konfrontiert, weicht Admiral Akkaraju jedoch Sanjuros Frage, warum er ihn nicht eingeweiht habe, aus. Stattdessen befiehlt er Sanjuros Rückzug, da sich das Blatt mittlerweile gewendet hat: Feindlichen Verstärkungstruppen ist es gelungen die Basis zurückzuerobern, „Strike Force Carnivore“ zu überrennen und Sanjuros MCA zu erbeuten. Aufgrund der feindlichen Überlegenheit muss Sanjuro die Basis durch die Kanalisation verlassen. In einer Tiefgarage gelingt es ihm einen Panzer abzuwehren. Hank ermöglicht ihm anschließend die Flucht im Laderaum seines Lastwagens.
Hank bringt Sanjuro zu einer Pumpenstation, beseitigt mit seiner Hilfe die Wachen und hilft ihm an einen anderen MCA zu gelangen. Trotz Kathryns Beharren darauf, dass Toshiro und Baku tot seien, vermutet Sanjuro, dass beide noch am Leben sind, und entschließt sich, Kura im Nachtclub „The Mecca“ zu treffen. Zwei Freunde Hanks begleiten ihn durch die Stadt. Als er den Bahnhof erreicht, ist es jedoch zu spät den Zug noch zu erreichen. Sanjuro muss sich deshalb durch die Slums von Maritropa arbeiten, aber ein elektrischer Zaun versperrt ihm den Weg und nur eine Frau, deren Katze entlaufen ist, kann ihn deaktivieren. Der Spieler kann entweder die Frau und ihren Mann töten und das Tor selbst öffnen oder er kann einen optionalen Level absolvieren, in dem Sanjuro versucht die Katze vor „Vagabunden“ zu retten, die durch die Arbeit mit Kato ernsthafte gesundheitliche Schäden davongetragen haben. Im Zuge dieser Rettungsmission kommt es zu einem humorvollen Dialog zwischen Sanjuro und Kura und Sanjuro erhält einen Gesundheitsbonus für seine Tat, „dem peinlichsten Moment in seinem Leben“. Sanjuro erreicht den Nachtclub „The Mecca“ wieder zu spät. Kura wurde von der CMC gefangen genommen. Kurz vor ihrer Gefangennahme kann sie noch enthüllen, dass Toshiro Gabriel ist und vage „Cothineal“ andeuten. Ryo Ishikawa, ein Geschäftsmann des Unternehmens „Shogo Inc“, erklärt sich bereit ihm zu helfen Kura zu retten. Im Gegenzug möchte er, dass ihm Sanjuro einen Gefallen tut. Sanjuro akzeptiert widerwillig und macht sich durch die Stadt zum Bahnhof auf, um einen Zug zum Gefängnis zu erreichen, in dem Kura gefangen gehalten wird. Am Bahnhof klärt ihn Hank darüber auf, dass Cothineal der Grund dafür sei, weshalb die „Fallen“ existierten, verweist jedoch für ausführlichere Informationen auf Kura.
Im Gefängnis muss Sanjuro für Ryo eine Firewall deaktivieren. Dem Spieler wird hier wieder eine Wahl gelassen: Hilft er Ryo, wird er ihn im Stich lassen und eine Energie-Gangway deaktivieren, die Sanjuro nur mit Hanks Hilfe überwinden kann. Hilft er Ryo nicht, löst Ryo den Alarm aus. In jedem Fall ist Sanjuro jedoch gezwungen, sich seinen Weg durch die CMC zu schießen um Kura zu retten. Nach ihrer Rettung enthüllt sie, dass sie verdeckt gearbeitet habe, weshalb sie als tot verzeichnet wurde. Kathryn informiert Sanjuro daraufhin, dass Admiral Akkaraju gegen den Widerstand des „High Command“ die Kato-Waffe auf Avernus feuern wolle. Sie weiß jedoch nicht, warum. Sanjuro wird sich bewusst, dass die Detonation die Städte Maritropa und Constantine treffen könnte, was einem Genozid gleichkäme. Er bittet Kathryn den Admiral solange aufzuhalten, bis er zurück sei. Nachdem er die Killer der „Fallen“ besiegt hat, die Kura umbringen wollen, erzählt ihm Kura, dass Cothineal die Quelle für Kato sei und dass Toshiro als Cothineals Stellvertreter agierte. Baku jedoch ist in der Zwischenzeit verrückt geworden. Kura bemerkt: „Ich weiß nicht, zu was er geworden ist, aber er ist gefährlich.“ Kura drückt ihre Sorge darüber aus, dass Admiral Akkaraju Toshiro als einen Verräter betrachte. Kura bittet Sanjuro dann, zu der „Oshii Research Station“ in Avernus zu kommen, wo sich angeblich Beweise für die Existenz und Rolle Cothineals befinden. Sie fragt Sanjuro daraufhin nach seiner Beziehung zu Kathryn, aber die Wahl, die der Spieler trifft, ist hier, abgesehen vom resultierenden Dialog, nicht spielentscheidend.
Auf der Zugfahrt zurück liegt zuerst eine ärgerliche Kathryn Sanjuro mit ihrem Missmut in den Ohren. Dann wird er jedoch von Ryo Ishikawa kontaktiert, der ihm einige seiner finsteren Pläne enthüllt: Er spielte eine Rolle bei Ivan Isarevich' Aufstieg zur Macht. Und er deutet an, dass er an der aktuellen Krise beteiligt sei: „Vor zwei Jahren, als du und deine Einheit nach Avernus gingen, um Ivan Isarevich zu töten, habt ihr viel mehr getan, als einen aufstrebenden Tyrannen zu töten -- ihr habt einen Plan durchkreuzt, den ich seit Jahren verfolgt hatte. Es hat mich eine lange Zeit gekostet, um mich von dem Durcheinander, das ihr geschaffen habt, zu erholen. Und jetzt versuchst du mich wieder zu ruinieren. Wer, glaubst du, hat eigentlich der CMC den Tipp mit deiner Lieblings-Tussi gegeben?“ Ryo lässt den Zug daraufhin entgleisen und die an Bord befindlichen „Shogo Inc“-Truppen Sanjuro angreifen. Sanjuro kann den Zug unter seine Kontrolle bringen, als er aber zur Pumpenstation zurückkehrt, ist sie bereits von „Shogo Inc“-Truppen überrannt. Er muss tatenlos zusehen, wie Ryo Hank hinrichtet. Er entkommt, bevor ihn Sanjuro noch erreichen kann. Kathryn spricht Sanjuro ihr Beileid aus und überzeugt ihn, das Luftschiff-Dock aufzusuchen, um die „Oshii-Research-Station“ zu erreichen. Dort trifft er auf Uziels MCA und zwingt ihn, nach einem kurzen Scharmützel, zum Rückzug. Es gelingt Sanjuro mit Toshiro Kontakt aufzunehmen und ein Treffen in Avernus' „History-of-Warfare“-Museum zu arrangieren. Sanjuros Anstrengungen drohen beinahe ins Leere zu laufen, als Admiral Akkaraju ankündigt, dass die Kato-Kanone gerade lade und in zwei Stunden feuern werde. Er betrachtet Ryo Ishikawa als Alliierten und führt seine Beweise über Toshiros Verrat an. Ebenso ignoriert er Sanjuros Warnung, dass, wenn er die Kato-Kanone abfeuerte und sich dem Befehl des „High Command“ widersetze, die „Fallen“ zwar aus dem Weg geräumt seien, die UCA jedoch dadurch ins Chaos gestürzt werde. Admiral Akkaraju: „Die CMC ist bereits in Fetzen, -- ‚Shogo‘ wird Cronus beerben.“
Sanjuro präsentiert daraufhin die Beweise, die er in der „Oshii Research Station“ sicherstellen konnte. Der Admiral akzeptiert daraufhin widerstrebend Sanjuro noch eine letzte Chance zu geben Toshiro zu retten. Sanjuro sucht daraufhin das „History-of-Warfare“-Museum auf und trifft sich mit Gabriel. Er konfrontiert den Spieler mit der Wahl, entweder den „Fallen“ beizutreten oder sich seinen Armeen zu stellen.

### Sanjuro beschließt Gabriel und den „Fallen“ beizutreten
Sanjuro akzeptiert Gabriels Angebot und bekämpft UCA-Truppen, die das Museum stürmen. Er nimmt ein Luftschiff, um die Leviathan zu erreichen. Dort trifft er sich mit Kathryn und schießt sich seinen Weg durch zur Steuerung der Kato-Kanone. Knapp gelingt es ihm die Kato-Kanone abzuschalten. Er besiegt Ryo, der die Kanone reaktivieren will. Der Epilog des Spiels legt nahe, dass der Admiral sich für seine Taten vor Gericht verantworten muss. Die CMC gibt auf und die „Fallen“ rufen einen Waffenstillstand mit der UCA aus. Toshiro bleibt auf Cronus als „Botschafter“ Cothineals.

### Sanjuro beschließt Gabriel und den „Fallen“ nicht beizutreten
Sanjuro lehnt Gabriels Angebot ab und bekämpft „Fallen“-Truppen, die das Museum stürmen. Nachdem er die „Fallen“-Truppen in der Stadt ebenfalls besiegt hat, erreicht er das „Fallen“-Hauptquartier. Über die Dächer der Stadt erreicht er die Außenbezirke und erfährt, dass „Shogo-Inc“-Kämpfer die Leviathan angreifen. Sanjuro betritt den Aufzug, der zu Gabriel führt. Er ignoriert Kathryns Bedenken und besiegt nach einem Kampf Baku. Sanjuro erreicht daraufhin Gabriel, der von einem Energiefeld Cothineals geschützt wird. Dabei kann er in Erfahrung bringen, dass „Shogo-Inc“-Verstärkungstruppen ihm in den Rücken fallen werden. Sanjuro schießt auf Cothineals Auge, deaktiviert so Gabriels Verteidigungsmaßnahme und macht seinen MCA kampfunfähig. Sodann besiegt er Ryos „Shogo-Inc“-Verstärkungstruppen und Ryo selbst. Der Epilog legt nahe, dass Toshiro aufgrund des Einflusses, den Cothineal über ihn hatte, behandelt wird und dass Admiral Akkarajus Fall von Befehlsverweigerung gegenüber dem High Command untersucht wird, er aber keine ernsten Folgen fürchten muss. Auch wird die Menschheit daran arbeiten Frieden mit Cothineal zu schließen.

### Abspann
Sanjuro möchte nach getaner Arbeit seinen Feierabend genießen. Er bestellt an der Bar der Leviathan bei der Barkeeperin Carla das UCA-Standardgetränk, einen „Red Claw“ („How about that 'Red Claw', Carla?“). Als Carla ihm zum dritten Mal im Spiel das Getränk verweigert („Nothing for you, commander, you're on duty“), bedient sich Sanjuro extremer Mittel: mit einer Rakete sprengt er die ganze Bar in die Luft.

## Spielprinzip
Shogo bietet eine Mischung aus Standard-Ego-Shooter-Missionen, die zu Fuß ausgeführt werden, und Kämpfen mit zweifüßigen Mechs im Anime-Stil. Im Gegensatz zu Mech-Simulationen wie der Mech-Warrior-Serie, in welchen Mechs auf eine ähnliche Art und Weise wie Panzer gesteuert werden, werden die Mechs in Shogo auf die gleiche Art und Weise wie ein menschlicher Ego-Shooter-Alterego gesteuert.
Die Mech-Missionen sind von mittlerer Schwierigkeitsstufe: sie bieten eine Vielzahl von Energie-, Spreng- und Projektilwaffen. Ein Großteil der Spielhandlung findet innerhalb von Städten statt.
Die Standard-Ego-Shooter-Missionen zu Fuß bieten ebenfalls eine Vielzahl Waffen, beispielsweise zweihändige Pistolen, eine MAC-10-artige Maschinenpistole und ein Sturmgewehr. Die Waffen sind jedoch unzureichend simuliert. Ihre Projektile treffen das anvisierte Ziel sofort und ohne zeitliche Verzögerung. Ferner werden Aspekte wie Rückschlag, Kaliber der Waffen u. a. nicht berücksichtigt. Daneben steht dem Spieler ein Granatwerfer und eine Panzerfaust BGM-71 TOW zur Verfügung. Zu-Fuß-Missionen sind schwieriger: Der Protagonist Sanjuro hält nicht viel Schaden stand. Erschwerend kommt hinzu, dass Feinde gut mit Schnellfeuerwaffen ausgerüstet sind und hervorragend treffen. Weiterhin sind Gesundheitspacks und Panzerungsupgrades sehr selten im Spiel anzutreffen.
Der „kritische Angriff“ (englisch critical hits system) ist ein bemerkenswertes Gameplay-Feature Shogos. Beim „kritischen Angriff“ wird das Angreifen eines Feindes mit einem Gesundheitsbonus für den Spieler honoriert, wenn der Feind durch den Angriff aus der Waffe des Spielers mehr Gesundheitspunkte als für diese Waffe üblich verliert. Jedoch sind Feinde im Spiel ebenfalls zu einem „kritischen Angriff“ auf den Spieler fähig. Jede der Waffen im Spiel verfügt über eine bestimmte Wahrscheinlichkeit für den Erfolg eines „kritischen Angriffs“.

## Organisationen
- United Corporate Authority (UCA): Die UCA wurde von den drei marktführenden Unternehmen „Andra Biomechanics“, „Armacham Technology“ und „Shogo Inc“ gegründet. Ihr ursprüngliches Ziel: Sicherung des Ertrags der drei Unternehmen. Jetzt ist die UCA jedoch unabhängig und zur vorherrschenden Militärmacht geworden. In der Anfangsphase des Spiels gehört der Protagonist selbst der UCA an.
- Shogo Inc: Ein mächtiges japanisches Industriekonglomerat, dessen Vorsitzender Ryo Ishikawa, ein Hauptantagonist im Spiel, ist. Es ist praktisch überall am Markt vertreten. Mit dem Aufstieg der MEVs und MCAs beschließt Shogo Inc eine eigene Reihe zu etablieren.
- Andra Biomechanics: Das Unternehmen hat sich hauptsächlich auf Bio-Engineering, Kybernetik und Mechanik spezialisiert. Sein Ziel: die Konstruktion neuer MCAs und Panzerungen. Eine große Zahl der MCAs, die der Protagonist im Spiel bekämpfen muss, gehört zur „Andra-5“- und „Andra-10“-MCA-Reihe.
- Armacham Technology: Armacham ist das führende Unternehmen in der Konstruktion von terrestrischen Kommunikationsgeräten. Während des Spiels muss der Protagonist u. a. einen Armacham-Störsender ausschalten, der seine Kommunikation blockiert. Daneben ist es auch an der profitablen Produktion vom MCAs und MEVs beteiligt.
- Cronian Mining Consortium (CMC): Die CMC ist die administrative Regierung Cronus und untersteht der UCA. Sie ist für den Abbau des wertvollen Energie-Minerals Kato verantwortlich. Aufgrund der immer größeren Profite, die sie durch den Kato-Abbau erwirtschaftet, strebt sie die Unabhängigkeit von der UCA an. Die rücksichtslose Ausbeutung von Kato nimmt eine Schlüsselrolle im Spiel ein und ist die Ursache zahlreicher Konflikte, in die der Protagonist involviert ist. Ferner zeichnet die CMC für die Gefangennahme und Inhaftierung Kuras verantwortlich, deren Befreiung durch den Protagonisten einen wesentlichen Teil des Spiels einnimmt.
- „The Fallen“: Eine fanatische Gruppe von Terroristen, deren mysteriöser Anführer sich Gabriel nennt. Sie möchte alle Kato-Vorkommen auf Cronus unter ihre Kontrolle bringen und ist damit eine Gefahr sowohl für die UCA als auch die CMC. Je nachdem, wie sich der Protagonist im Verlauf des Spiels entscheidet, ist die Organisation entweder eine seiner Hauptgegnerinnen oder seine Hauptverbündete.

## Personen
- Sanjuro Makabe: Der Protagonist des Spiels. Sanjuro ist ein sarkastischer, etwas lebensängstlicher UCA-Soldat, der Autoritäten sehr gering schätzt. Dadurch zieht er oft den Zorn seines vorgesetzten Offiziers Admiral Akkaraju auf sich. Er verarbeitet noch den Tod seiner Geliebten Kura, was ihn jedoch nicht davon abhält, eine Beziehung mit ihrer Schwester Kathryn zu unterhalten.
- Kathryn Akkaraju: Als Kommunikationsoffizierin des UCA-Kreuzers Leviathan steht sie in permanentem Funkkontakt mit Sanjuro. Gleichzeitig ist sie seine Freundin. Sie ist dafür verantwortlich, Sanjuro die meisten seiner Einsatzinformationen und Einsatzziele über Funk mitzuteilen. Sie scheint emotionaler und gütiger zu sein als ihre burschikose Schwester, die härter im Nehmen ist.
- Kura Akkaraju: Sanjuros ehemalige Freundin. Es wird davon ausgegangen, dass sie bei einer terroristischen Attacke der „Fallen“ mehrere Monate vor den Ereignissen des Spiels umgekommen ist. Wie sich jedoch enthüllt, ist sie am Leben und wohlauf und hat die „Fallen“ als verdeckte Agentin ausgeforscht. Kura taucht mitten im Spiel auf und enthüllt Schlüsselinformationen über die wahre Natur der „Fallen“, auch hilft sie Sanjuro bei seinen Missionen.
- Admiral Akkaraju: Der Anführer der UCA-Kräfte auf Cronus und gleichzeitig Kuras und Kathryns Vater. Der Admiral hegt einen brennenden Hass gegenüber den „Fallen“, angeblich wegen Kuras Tod durch die Hand der „Fallen“. Wie sich jedoch zeigt, wusste er genau, dass Kura die ganze Zeit am Leben und unverletzt war. Deshalb bleibt sein rücksichtsloses Verhalten und seine endgültige Entscheidung, Genozid an den Bewohnern Cronus zu begehen, durch die Handlung des Spiels unerklärt.
- Hank Johnson: Ein Freund Kuras ist Hank, ein Bürger Cronus, der Sanjuro fast das ganze Spiel über unterstützt. Letztendlich wird er jedoch von Ryo Ishikawa hingerichtet.
- Toshiro Makabe: Sanjuros Bruder, der im Zuge einer terroristischen Attacke der „Fallen“ einige Monate vor den Ereignissen des Spiels verschwand. Es enthüllt sich, dass Toshiro in Wirklichkeit Gabriel ist, der Anführer der „Fallen“. Nach dem Angriff der „Fallen“ wurde er gefangen genommen und von Cothineal übernommen. Auf diese Weise wurde er Cothineals menschlicher Avatar.
- Cothineal: Cothineal ist die Quelle des energiereichen Mineralrohstoffes Kato, der auf Cronus ausgebeutet wird. Der Konflikt um Cronus ist deshalb im Wesentlichen ein Rohstoffkonflikt. Im Zuge des Spiels enthüllt sich jedoch, dass Cothineal ein lebendiges Wesen ist, eine Art Naturseele. Um den fortschreitenden Raubbau an Kato Einhalt zu gebieten, sammelt sie um sich die „Fallen“, die fortan im Spiel gegen die Mächte, die Cronus zu beherrschen versuchen, mit terroristischen Methoden vorgehen.
- Baku: Sanjuros Freund aus Kindheitstagen. Er verschwand mit Kura und Toshiro während eines terroristischen Angriff der „Fallen“. Baku wird zu Uziel, Gabriels rechter Hand. Er hegt einen wahnsinnigen Hass gegenüber Sanjuro.
- Ryo Ishikawa: Der Vorsitzende von „Shogo Inc“ und wohl der Hauptantagonist im Spiel. Er manipuliert alle Seiten im Konflikt, um die „Fallen“ zu zerstören, sodass er das Kato-Mineral alleine ausbeuten kann. Er ist der letzte Gegner, der im Spiel bekämpft werden muss.
- Samantha Sternberg (alias „The Anger“ alias „The Hurtfulness“): Eine junge, blauhaarige Soldatin, die Sanjuro an mehreren Stellen im Spiel angreift, ohne ihm wirklich gefährlich werden zu können. Obwohl sie scheinbar jedes Mal zerstört wird, schafft sie es immer wieder zurückzukommen und Sanjuro herauszufordern.
- Ivan Isarevich: Der ursprüngliche Gründer und Anführer der „Fallen“. Er starb zehn Jahre vor den Ereignissen des Spiels während einer von Sanjuro angeführten Mission gegen ihn. Im Zuge dieser Mission kamen auch Toshiro, Baku und Kura um. Alleine Sanjuro überlebte sie.

## Mechs im Spiel
Das Spiel erlaubt die Steuerung von vier „Mobile Combat Armors“ (MCAs). Jeder kann sich in einen Luftschwebefahrzeug-Modus für Hochgeschwindigkeits-Transit verwandeln. In diesem „Transportmode“ können keine Waffen abgefeuert werden. Der Hauptunterschied zwischen diesen vier Typen besteht in der Klingenwaffe, mit der sie ausgerüstet sind, ihrer Geschwindigkeit sowie der Anzahl des tolerierten Schadens.
- Armacham Ordog Advanced Series 7: Ausgerüstet mit einer gewöhnlichen Klinge, 1.000 Schadenspunkten, Panzerung von 2.000 Schadenspunkten. Er ist der zweitschnellste MCA hinter dem „Shogo Akuma Series 12“, manövriert im „Transportmode“ verglichen mit den anderen MCAs jedoch am schlechtesten.
- Shogo Akuma Series 12: Ausgerüstet mit einem Katana, 800 Schadenspunkten, Panzerung von 1.600 Schadenspunkten. Er ist der schnellste MCA im Spiel und wird von professionellen Spielern im Multiplayer-Duell bevorzugt.
- Andra 35 Predator: Ausgerüstet mit einer Energiehiebwaffe, 1.200 Schadenspunkten, 2.400 Schadenspunkten Panzerung. Er ist der schwerste und langsamste MCA im Spiel.
- UCA Mark VII Enforcer: Ausgerüstet mit einer Energieklinge wie der „Armacham Ordog Advanced Series 7“, 1.000 Schadenspunkten, Panzerung von 2.000 Schadenspunkten. Er ist langsamer, macht dies jedoch durch seine bessere Manövrierfähigkeit im „Transportmode“ wett.

Vor fast jeder Mission kann sich der Spieler für ein Modell entscheiden. Da zwischen Bewegungsleistung und Waffenbeladung jedoch keine allzu gravierenden Unterschiede zwischen den Modellen bestehen, hat die Wahl nur einen geringen Einfluss auf den Missionserfolg.
Es existieren zahlreiche feindliche Mechs im Spiel. Alle reagieren jedoch bei Schaden durch den Spieler mit einer langen Schleifenanimation, die die Nachladezeit der Spielerwaffen übersteigt. Dadurch ist es für den Spieler möglich, dem Feind konstant Schaden zuzufügen. Die Gegner reagieren dann wieder mit einer Schadensanimation, die verhindert, dass sie zurückschießen können, bis zu ihrem Tod. Durch dieses Vorgehen erleidet der Spieler selbst dann nur wenig Schaden, wenn er von mehreren Feinden gleichzeitig angegriffen wird.

## Rezeption
Die Rezeption des Spiels in der Öffentlichkeit in Deutschland ist vergleichbar mit derjenigen auf dem US-amerikanischen Markt: trotz hervorragender Wertungen in Fachmagazinen lief der Verkauf des Titels nur schleppend. Shogo erschien in einer Zeit relativer Stagnation im Ego-Shooter-Bereich. Zusammen mit Half-Life wies Shogo diesem Genre die Richtung. Seine Erzählstruktur und -stil brach mit den damals vorherrschenden starr-linearen Erzählstrukturen im Ego-Shooter-Bereich. Es bezog den Spieler in den weiteren Verlauf der Spielhandlung mit ein, indem es ihm in Schlüsselsituationen eine Wahl für den weiteren Verlauf der Spielhandlung einräumte. Das PC-Spielemagazin PC Games bewertete die Beta-Version mit 70 % und die finale Version mit 72 %. Auf der anderen Seite knüpft Shogo, im Gegensatz beispielsweise zu Half-Life, an die humoristische Erzählweise früherer Ego-Shooter wie beispielsweise Duke Nukem an.
Trotz innovativem Gameplay und überwiegend hervorragenden Bewertungen in den Fachmagazinen blieben die Verkaufszahlen jedoch hinter den Erwartungen zurück und das Spiel ging unter. Als Hauptgrund hierfür wird übereinstimmend die fast zeitgleiche Veröffentlichung mit Half-Life gesehen:
- Die massive Marketingkampagne, mit der das Erscheinen Half-Lifes begleitet wurde, führte zu einer Überschattung anderer Ego-Shooter, die zeitgleich erschienen.
- Von Beginn an wurde Half-Life mit Grafikkarten, Soundkarten, Joysticks u. a. gebündelt angeboten und konnte dadurch eine größere Zielgruppe erreichen.

In der Folge wurde das angekündigte Expansions-Pack „Shogo: Legacy of the Fallen“ nach langer Verspätung gestrichen und der Quelltext auf „Planet Shogo“ freigegeben. Der Entwickler „Anarchy Arts“ nannte als Gründe auf seiner Website dafür u. a. mangelhafte Distributionsverträge, Missmanagement bei Entwicklungsressourcen sowie Burn-out bei den Entwicklern.
Obwohl Monolith wiederholt erklärte, keinen Nachfolger zu Shogo herausbringen zu wollen, enthalten spätere Monolith-Spiele zahlreiche Easter-Eggs, die an Shogo erinnern:
- No One Lives Forever: Hank Johnsons Grab taucht im Endlevel auf.
- Blood (Computerspiel): Shogo-Poster sind in zahlreichen Räumen zu finden. Umgekehrt enthält Shogo auch Poster aus Blood II: The Chosen.
- F.E.A.R.: „Armacham Technology“ taucht als Firmenname auf. Ferner tauchen folgende Waffen aus Shogo auf: Die „Bullgut“ (genannt: „Mod-3 Rocket Launcher“) sowie die „Shredder“. Daneben existiert im Spiel ein Geheimraum mit einem Radio, das die Shogo-Titelmusik abspielt und einer Textur aus Shogo auf der Wand, die einen Mann auf einem Pferd reitend abbildet. Daneben gibt es auch Texturen, die den „Enforcer“-Mech als zu „Shogo Inc“ gehörend abbildet sowie eine Textur, die das Shogo-Cover-Art als Poster zeigt. Einige Spieler behaupten ferner, dass die fliegende Drohne aus F.E.A.R. an die „Spider Mine“ in Shogo erinnere.

## Portierungen auf andere Systeme
Shogo wurde 2001 von Hyperion Entertainment auf den Amiga PowerPC portiert. Hyperion zeichnet auch für Shogos Macintosh- und die Linux-Portierung verantwortlich.